# Hu Jia (militant)
Pour les articles homonymes, voir Hu Jia.
Dans ce nom chinois, le nom de famille, Hu, précède le nom personnel.
Hu Jia (chinois : 胡佳 ; pinyin : Hú Jiā ; nom original 胡嘉), né le 25 juillet 1973 à Pékin, connu sous le pseudonyme de Freeborn, est l'un des plus éminents militants chinois en matière d'écologie et de lutte contre le sida.
Hu Jia est aussi l'un des coordonnateurs des Avocats aux pieds nus, association chinoise qui combat les injustices à l’aide des lois existantes.
Emprisonné en décembre 2007, souffrant d'une cirrhose, Hu Jia est libéré le 26 juin 2011. Comme Ai Weiwei, et d'autres dissidents libérés récemment, des conditions de restriction de sa liberté de parole et d'intervention lui sont imposées par les autorités. 

## Biographie
Hu Jia choisit pour religion le bouddhisme tibétain en 1989, durant les manifestations de la place Tian'anmen. Il commence à s'engager publiquement au début des années 1990. Diplômé en économie, il devient membre de la Brigade du yak sauvage, une ONG qui défend les antilopes tibétaines en danger de disparition du fait du braconnage toléré par les autorités chinoises et de l'organisation de chasses fort lucratives au Tibet.
Sa femme, Zeng Jinyan, est désignée par Time Magazine comme l'une des 100 personnalités de l'année 2007. En 2006, elle rencontre en Inde le 14e dalaï-lama.
En juillet 2000, l'écrivain Wang Lixiong a présenté Hu Jia à Wan Yanhai et il s'est impliqué dans la prévention du sida et a pris une part active dans l'Institut d'Aizhixing de Santé Education, l’ONG contre le sida que Wan Yanhai a fondée. En tant que fondateur de l'ONG Loving Source, Hu Jia s'est impliqué dans l'aide aux personnes souffrant du sida, dont les orphelins, principalement dans la province du Henan. Entre 2002 et 2005, Hu Jia a passé plusieurs mois par an dans les « villages du sida » de cette région où des paysans très pauvres ont été victimes de contaminations sanguines à grande échelle dans des centres de transfusion. « Beaucoup de gens mouraient, se souvient-il ; en tant que bouddhiste, il m'incombait de passer du temps avec eux pour alléger leurs souffrances. »
En 2006, encagoulé et frappé, Hu Jia est enlevé pendant 41 jours par la police chinoise. Il est placé au secret dans une chambre d'hôtel, puis maintenu en résidence surveillée pendant 214 jours en 2006 et la majeure partie des sept premiers mois de 2007. Hu Jia et sa femme sont maintenus en résidence surveillée à Pékin entre le 18 mai et le 27 décembre 2007. 
Le 26 novembre 2007, Hu Jia intervient au Parlement européen par webcam à l'occasion d'une audition sur les droits de l'homme en Chine et déclare : 
« C'est ironique que l'un des responsables de l'organisation des Jeux olympiques soit le chef du Bureau de la sécurité publique qui est responsable de tant de violations des droits de l'Homme. Il est très grave que les promesses officielles n'aient pas été tenues avant les Jeux olympiques. »
Le 5 décembre 2007, alors qu'ils sont assignés à résidence, il reçoit, avec sa femme, un prix spécial de Reporters sans frontières-Fondation de France, pour continuer à informer le monde entier des conséquences néfastes pour la population chinoise des préparatifs des JO.

### Emprisonnement entre 2007 et 2011
Le 27 décembre 2007, 20 policiers l'arrêtent à son domicile pour « incitation à la subversion du pouvoir de l'État ». Pendant plusieurs mois personne ne sait où il se trouve. On finit par savoir qu'il est au centre de détention de la sécurité publique de Pékin, où sa femme et son avocat peuvent s'entretenir avec lui le 1er février 2008. 
Le 3 avril 2008, Hu Jia est condamné à 3 ans et demi de prison pour incitation à la subversion du pouvoir de l'État ; l'acte d'accusation lui reproche d'avoir diffusé des phrases comme celle-ci : 
« J'ai vraiment honte que notre pays soit régi par cette sorte d'organisation, et estime qu'elle ne vivra pas plus de cent ans. Si elle ne se désintègre pas, elle sera rapidement transformée comme la dernière dynastie, le parti communiste devrait mourir de sa mort naturelle,. »
L'association Reporters sans frontières qualifie la condamnation à une telle peine de « provocation » à l'approche des Jeux olympiques de Pékin. 
Le 21 avril 2008, sur proposition du groupe des Verts, le Conseil de Paris fait de Hu Jia un « citoyen d'honneur » de la ville, le même jour que le 14e dalaï-lama.
Pendant les JO de 2008, son épouse Zeng Jinyan est isolée dans un hôtel. Surveillée, elle a, ensuite, interdiction de contact avec l'extérieur. Elle peut rendre visite à son mari le 25 septembre 2008 à la prison de Chao Bai, à Tianjin, où il subit le confinement solitaire, menotté et fers aux pieds.
Hu Jia est emprisonné à Tianjin et une campagne de soutien se développe sur Internet en Chine utilisant Twitter.
La détention de Hu Jia est condamnée par les Nations unies, la Grande-Bretagne et les États-Unis. Selon une source qui a pu le rencontrer en détention, son état de santé se dégrade.
Sa nomination au prix Nobel de la paix est envisagée en 2008. À la suite de cela, le porte-parole du ministère des Affaires étrangères chinois qualifie Hu Jia de « criminel » et affirme que Pékin serait outré d'une telle nomination.
Le 23 octobre 2008, le prix Sakharov pour la liberté de pensée, décerné par le Parlement européen, lui est attribué en dépit des pressions exercées par Pékin sur les eurodéputés. Ce prix récompense depuis 1988 des personnalités ayant marqué de leur empreinte le combat en faveur des droits de l'Homme, ,. De nombreuses personnalités, associations et pays dans le monde saluent l'attribution de ce prix à Hu Jia,.
Le 17 décembre, une cérémonie de remise du prix Sakharov est organisée au Parlement européen à Strasbourg. Zeng Jinyan peut remercier les parlementaires de leur soutien au travers d’un message vidéo, n’ayant pu sortir de Chine en raison de la confiscation de son passeport par les autorités. Elle explique vouloir utiliser les 50 000 euros du prix pour créer une fondation d’aide aux familles des militants des droits de l'Homme emprisonnés en Chine. Le lendemain de cette remise de prix, la visite de son mari en prison lui est interdite.
Le 30 mars 2010, la mère de Hu Jia est convoquée à la prison pour signer une autorisation de scanner, pour suspicion de cancer du foie. Son état de santé préoccupant conduit Zeng Jinyan à demander une libération pour raisons médicales.
Le 20 janvier 2011, l'ONG Reporters sans frontières indique que sa femme demande pour la septième fois sa libération alors qu'il souffre d’une cirrhose.
Hu Jia est libéré le 26 juin 2011.

### Agression en juillet 2014
Le 16 juillet 2014, sur le chemin de son domicile à proximité d'une station de métro à Pékin, Hu Jia, a été battu par des policiers en civil entraînant une fracture de l'os maxillaire frontal. Cette agression s'est produite après une rencontre avec un réalisateur espagnol qui tourne un film sur Cao Shunli, une militante des droits humains morte peu après sa libération en 2014. Hu Jia pense qu'une campagne appelant au « retour à la place Tian’anmen » qui irrita les autorités chinoises serait la cause de cette attaque,,.